# Raad (overlegorgaan)

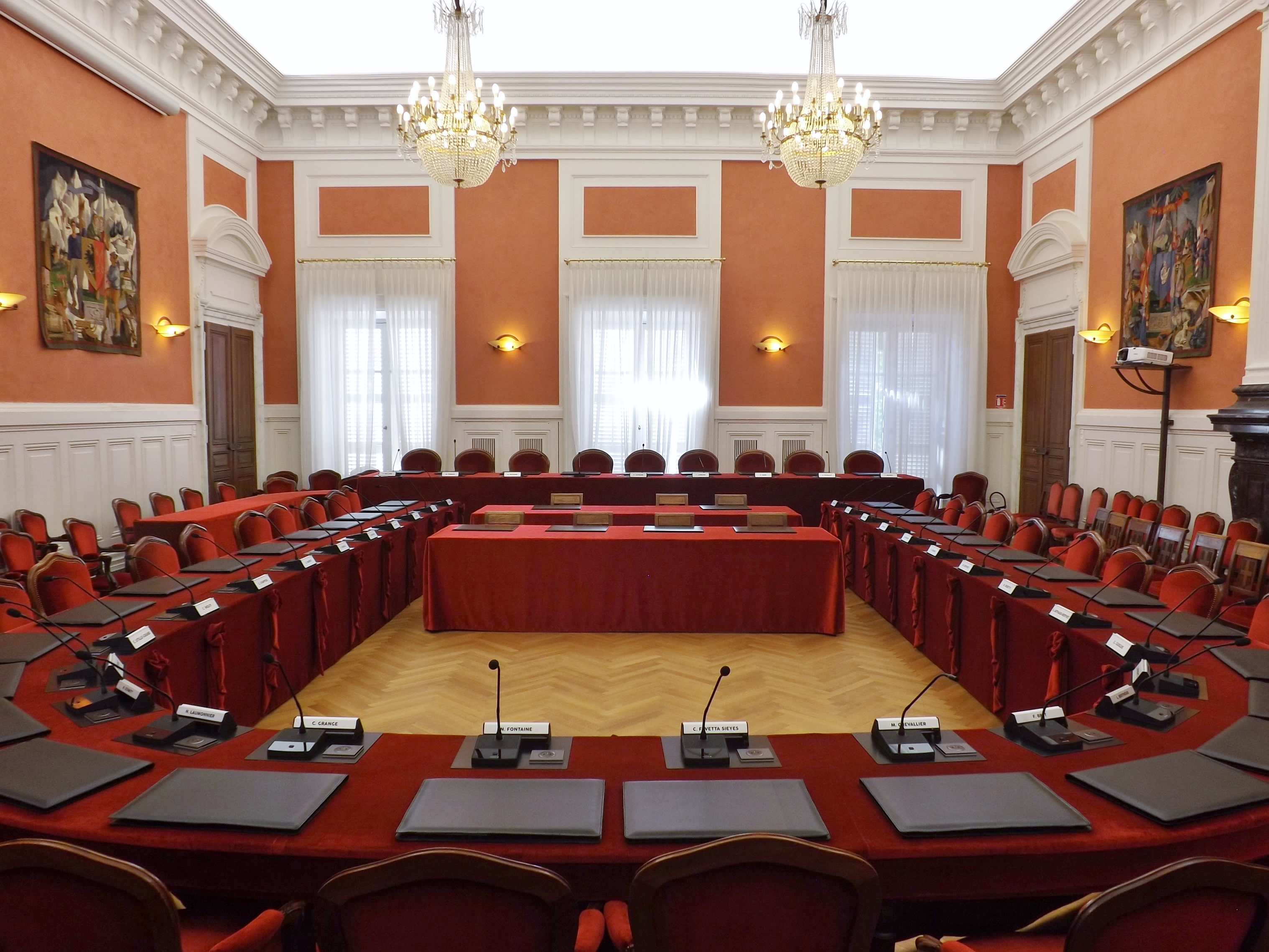
Vergadering zaal van de Departementale Raad van Savoie in de Franse Alpen

Een raad, raadsorgaan, raad[s]instantie of raad[s]college is in het algemeen een groep personen aan wie adviserende, toezichthoudende, uitvoerende, beslissende en/of deels bestuurlijke bevoegdheden zijn toegekend. De term wordt veel gebruikt in het publiekrecht (m.n. het bestuursrecht), bepaalde deelgebieden van het privaatrecht (zoals het ondernemingsrecht) en ook wel in het staatsrecht. Voor specifiek bestuurlijke raden zijn gremium, bestuursorgaan of college de meest gangbare benamingen.

## Kenmerken
Een raadsorgaan opereert soms als een geheel autonome instantie (rechtspersoon), bijvoorbeeld als zelfstandig bestuursorgaan of denktank. In veel gevallen maakt de raad echter zelf deel uit van een  organisatie op hoger niveau, zoals een bedrijf, vereniging, justitiële of kerkelijke instelling, onderwijsinstelling, overheidsinstantie  of de overheid zelf. De raad heeft dan in meer of mindere mate medezeggenschap binnen de betreffende organisatie.

## Voorbeelden

### Bestuursrecht
- een adviescollege
- een bestuursraad
- een gemeenteraad
- een ministerraad
- de Sovjet
- een raad van toezicht
- een raad van bestuur
- een raad van commissarissen

### Juridisch
- de Hoge Raad der Nederlanden

### Kerkrecht
- een kerkenraad
- de Raad van Kerken in Nederland

### Ondernemingsrecht
- een ondernemingsraad (in Nederland)[noten 1]
- de SER (in Nederland)

### Onderwijs
- de Onderwijsraad (in Nederland)
- een universiteitsraad

## Nationaal niveau
- de Raad van State
- de Grote Raad van Mechelen
- een staatsraad
- de Wetenschappelijke Raad voor het Regeringsbeleid

## Supranationaal niveau
- de Europese Raad
- de Europese ondernemingsraad
- de Europese onderzoeksraad
- de VN-Veiligheidsraad
- de Raad van de Europese Unie